# سیتوکینین

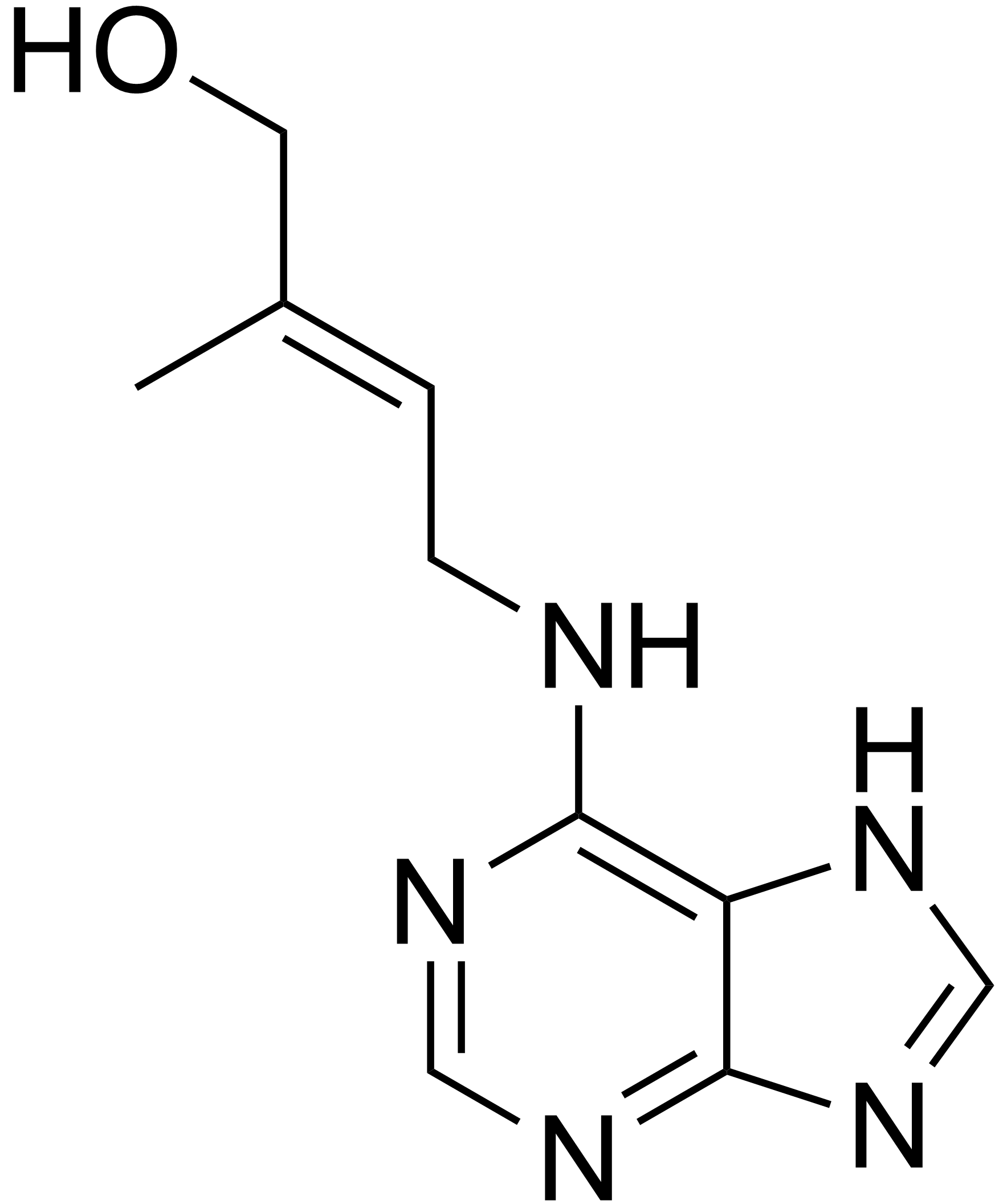
زیاتین، سیتوکینینی است که در سردهٔ ذرت (Zea) یافت شد و برپایهٔ نام علمی این سرده، نام‌گذاری شد.

سیتوکینین‌ها (Cytokinin) گروهی از هورمون‌های گیاهی هستند که به‌ویژه در تحریک تقسیم سلولی در گیاهان، سیتوکینز و چیرگی رأسی مؤثرند. دو نوع سیتوکینین وجود دارد: سیتوکینین‌های نوع آدنین از جمله کینتین، زیاتین و ۶-بنزیل‌آمینوپورین که در فرآیندهایی نظیر بزرگ شدن سلول، اندام‌زایی و تمایز دخالت دارند و سیتوکینین‌های نوع فنیل‌اوره مانند دی‌فنیل‌اوره و تیدیازورون (TDZ). بیشتر سیتوکینین‌های نوع آدنین در ریشه سنتز می‌شوند. کامبیوم و سایر بافت‌های تقسیم‌شوندهٔ فعال، سیتوکینین‌ها را نیز سنتز می‌کنند. سیتوکینین‌ها با مکانیسم انتقالی مشابه پورین‌ها و نوکلئوزیدها در سیگنال‌دهی محلی و از راه دور شرکت می‌کنند. به‌طور معمول، سیتوکینین‌ها توسط آوندهای چوبی منتقل می‌شوند.
سیتوکینین‌ها در هماهنگی با اُکسین، یکی دیگر از هورمون‌های رشد گیاهی عمل می‌کنند. این دو هورمون مکمل یکدیگر هستند، اما به‌طور کلی دارای اثرات متضاد هستند.

## تاریخچه
در سال ۱۹۵۵ دانشمندی به‌نام میلر موفق شد که از دی‌ان‌ای تجزیه‌شدهٔ اسپرم شاه‌ماهی اولین انگیزندهٔ تقسیم یاخته‌ای را جدا کند و آن را کینین نام نهاد و بعدها معلوم شد که این ماده در گیاه وجود ندارد و اولین مادهٔ طبیعی استخراج شده از گیاه که در واقع سیتوکینین طبیعی است از بذر ذرت به دست آمد و زیاتین نامیده شد. زیاتین یکی از فعال‌ترین سیتوکینین‌های شناخته شده‌است که دارای اثرات تحریکی است که مهم‌ترین آن تقسیم سلولی است.

## نقش سیتوکینین‌ها در گیاه
سیتوکینین‌ها به‌طور عمده در مریستم‌های انتهایی ریشه، گل‌آذین‌ها و میوه‌های در حال رشد، ساخته می‌شود. سیتوکینین ساخته شده در نوک ریشه به‌وسیلهٔ شیرهٔ خام آوندهای چوبی و در بخش‌های بالایی گیاه توسط آوندهای آبکشی به‌سمت پایین انتقال می‌یابد.
1. بزرگ شدن و طویل شدن سلول‌ها: سیتوکینین‌ها در مرحلهٔ طویل و بزرگ شدن سلول و رشد آن تأثیر می‌گذارند ولی این‌که دارای اثر تحریکی یا بازدارنده باشند بستگی به اندام مربوط، نوع سیتوکینین و غلطت آن دارد.
2. ایجاد جوانهٔ گل و نمو آن: در برخی از گیاهان افزایش نسبت سیتوکینین به اُکسین سبب پیدایش جوانه‌ها و در نتیجه شاخه‌های برگدار می‌شود.
3. تشکیل ریشه: سیتوکینین با غلظت خیلی کم به تشکیل ریشه کمک کرده اما در غلظت زیاد از تشکیل آن جلوگیری می‌کند.
4. به تأخیر انداختن پیری: این هورمون، پیری را در برگ‌ها با غلظت نسبتاً کم به تأخیر می‌اندازد و از ریزش گل‌ها، گلبرگ و میوه‌ها جلوگیری می‌کند.
5. بکرزایی: سیتوکینین همانند هورمون‌های گروه اکسین و جیبرلین باعث پارتنوکارپی می‌شوند.
6. تأثیر در گل‌دهی: سیتوکینین باعث تولید گل در گیاهان روز-بلند در شرایط روزِ کوتاه و برعکس می‌شود.

۷- شکستن دورهٔ خواب بذر: سیتوکینین‌ها در غلظت مناسب با جیبرلین‌ها و نور قرمز خاصیت شکستن دورهٔ خواب بذر حساس به نور را دارد.

## کاربردها
از آنجایی که سیتوکینین‌ها تقسیم و رشد سلولی گیاهی را تقویت می‌کنند، از دههٔ ۱۹۷۰ به‌عنوان مواد شیمیایی کشاورزیِ بالقوه مورد آزمایش قرار گرفتند، اما به‌دلیل ماهیت پیچیدهٔ احتمالی اثرات آن‌ها هنوز به‌طور گسترده در کشاورزی مورد استفاده قرار نگرفته‌اند. پژوهشی نشان داد که استفاده از سیتوکینین در نشاءهای پنبه منجر به افزایش ۵ تا ۱۰ درصدی عملکرد در شرایط خشکی شد. برخی از سیتوکینین‌ها در کشت بافت گیاهان مورد استفاده قرار می‌گیرند و همچنین می‌توانند برای جوانه‌زنی بذرها استفاده شوند.